# أرباز
أرباز (بالإنجليزية: Arbaz) هي بلدية في مقاطعة سيون في فاليه في سويسرا، يبلغ عدد سكانها حوالي 1,090 نسمة (إحصاء ديسمبر 2011).